# Renê Simões
René Rodrigues Simões (Rio de Janeiro, 1952. december 17. –), brazil labdarúgóedző.
Jamaicat kijuttatta az 1998-as labdarúgó-világbajnokságra. A karibi csapatnak ez volt az első világbajnoki részvétele.

## Sikerei, díjai
Brazília U20
- U20-as Dél-amerikai bajnok (1): 1988

Brazília (női)
- Olimpiai ezüstérmes: 2004